# دولت هفتم جمهوری اسلامی ایران
دولت هفتم جمهوری اسلامی ایران به ریاست سید محمد خاتمی در ۱۲ مرداد ۱۳۷۶ کار خود را رسماً آغاز کرد.

## نقش رهبر در تعیین وزیر اطلاعات و ارشاد
هاشمی رفسنجانی در خاطرات سال ۱۳۷۶ خود می‌نویسد:
«پیش از ظهر، علی اخوی زاده آمد و گفت تمام افرادی که از سوی آقای خاتمی برای [وزارت] اطلاعات مطرح شده‌اند، از سوی رهبری رد شده و رهبری گفته‌اند از میان آقایان محمد محمدی ری‌شهری، ابراهیم رئیسی، علی یونسی و علی رازینی، یکی را برگزیند. گویا آقای خاتمی با این روش مشکل دارد.»
همچنین آقای هاشمی در مورد انتخاب آقای عطاءالله مهاجرانی می‌نویسد: «آقای [عطاءالله] مهاجرانی آمد. مذاکراتش را با رهبری در مورد وزارت فرهنگ و ارشاد گفت که خواسته‌اند تهاجم فرهنگی را جدی بگیرد و نوعی سانسور را بپذیرد و  همکارانش را از نیروهای انقلابی انتخاب کند.»

## تغییرات کابینه
نمایندگان پنجمین مجلس شورای اسلامی در تاریخ ۲۹ مرداد ۱۳۷۶ به تمام اعضای کابینه پیشنهادی خاتمی رأی اعتماد دادند. اما در ادامه دو نفر از وزیران به نام‌های عبدالله نوری، وزیر کشور دولت هفتم و عطاءالله مهاجرانی، وزیر فرهنگ و ارشاد دولت هفتم توسط مجلس استیضاح شدند که عبدالله نوری برکنار و عطاالله مهاجرانی ابقا شد. قربانعلی دری نجف‌آبادی، وزیر اطلاعات دولت هفتم نیز پس از افشای قتل‌های زنجیره‌ای با تأکید بر اینکه در این قتل‌ها نقشی نداشته است، از سمت خود استعفا داد

## یادداشت
1. ↑  از فروردین ۱۳۷۹: وزیر علوم، تحقیقات و فناوری